# Květen 2003
1. května – čtvrtek
 Při zemětřesení o síle 6,4 stupně zemřelo v turecké provincii Bingöl asi 105 lidí. 
 Americký prezident George Bush oznámil ukončení bojových akcí v Iráku. 
2. května – pátek
 Agentura Nová Čína oznámila, že při nehodě vojenské ponorky třídy Ming zemřelo všech 70 členů posádky. 
11. května – neděle
 Pro vstup Litvy do Evropské unie se v referendu vyslovilo 91 % voličů při účasti 63,3 %. 
13. května – úterý
 Po čtyřech pumových útocích v saúdskoarabském Rijádu zemřelo 91 lidí. 
17. května – sobota
 Při referendu o vstupu Slovenska do Evropské unie se 92,46 % hlasujících voličů vyslovilo pro vstup. 
21. května – středa
 Při zemětřesení o síle 6,7 stupňů zemřelo na severu Alžírska přes 2000 lidí. 